# ガトリング砲
ガトリング砲（ガトリングほう）、ガトリング銃（ガトリングじゅう）またはガトリングガンは、1861年にアメリカ合衆国の発明家リチャード・ジョーダン・ガトリングによって製品化された火器の一種。
複数の銃身を人力や外部動力（電気や油圧や風車）やガス圧自力駆動で回転させながら給弾・装填・発射・排莢のサイクルを繰り返して連続的に発射する。
固有名詞としての「ガトリング砲」はガトリングが発明してアメリカで製造され、20世紀初頭まで使用された連射可能な銃砲を、広義には同時代に他国でそのレプリカとして製作された火器を指す。より広義にはそれと同様の連射構造の機関砲（機関銃）の総称として、「ガトリング砲（Gatling gun）」という呼称が用いられている。20世紀後半に現れた外部動力式のものは「rotary cannon」、「rotary autocannon」とも呼ばれる。以降は機関銃（砲）の形式としての「ガトリング砲」についても記述する。

## 歴史と構造

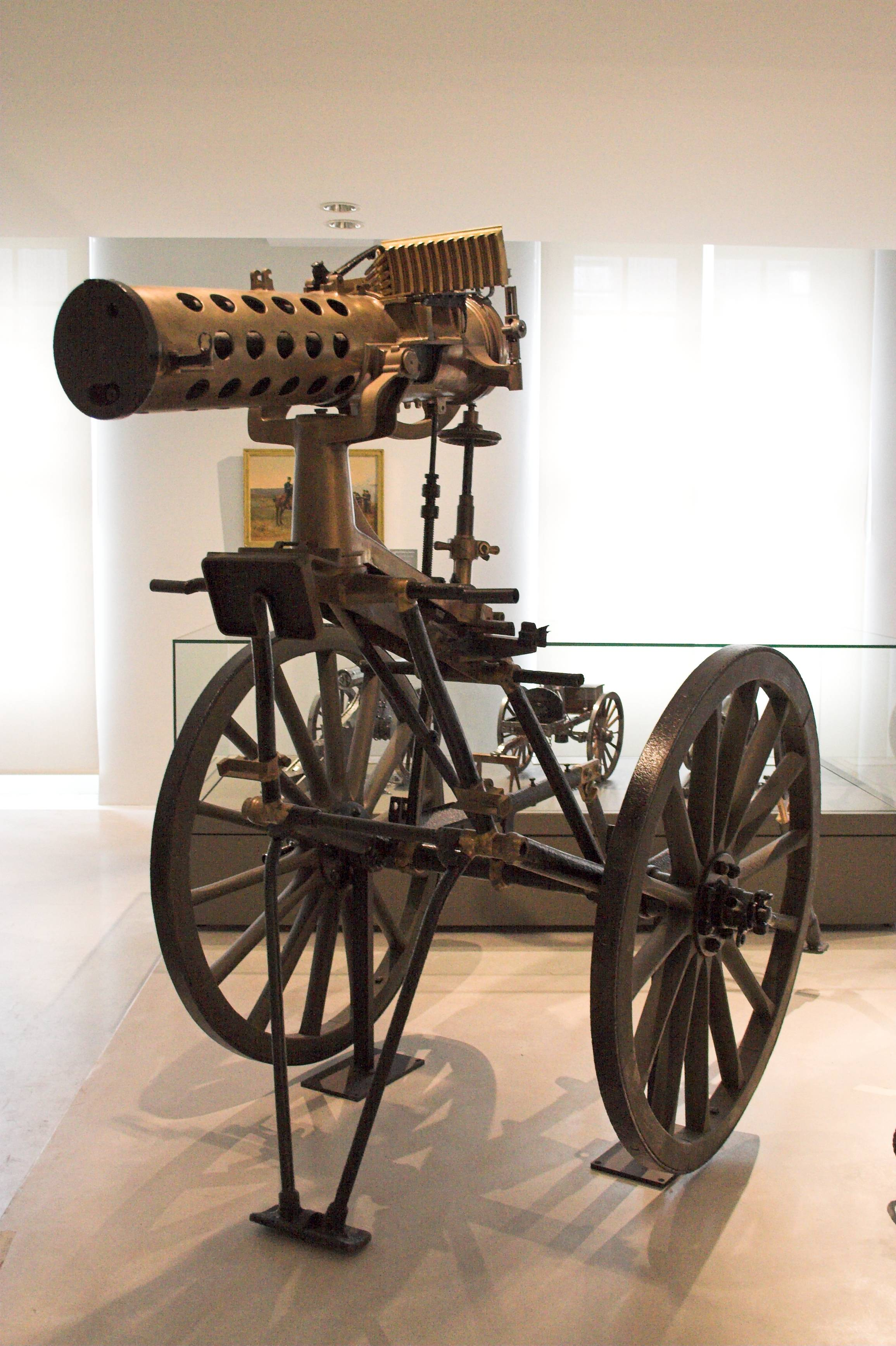
ミトラィユーズ砲（フランス軍事博物館所蔵）

原始的な手銃の時代から、多数の銃身を並べて斉射するアイデアが存在し、ガトリング砲が登場した時期にもミトラィユーズ砲（日本では「蜂巣砲」と呼んだ）として知られる多砲身の「斉射砲」が存在していた。しかし、斉射砲は構造が複雑すぎたため信頼性が低く、普及しなかった。
ガトリング砲が発明された当時のアメリカは、欧州に比して軍事的後進国だったため、依然として戦列歩兵式の歩兵運用が続いており、敵兵は密集した陣形を組んで向かってくる存在と認識されていた。こうした密集した敵兵に対しては、大砲から霰弾などの対人弾を浴びせる攻撃が昔から行われていた。そこで、ガトリングのアイデアは、銃身を環状に並べて回転させ、金属薬莢を使用する後装式の閉鎖機構と給弾機構をこれに組み合わせたものであり、それまでの斉射砲とは全く異なる構造の「連発砲」だった。
ガトリング砲には複数の砲身が環状に配置され、人力でクランクを回転させると、連続して給弾・装填・発射・排莢のサイクルが進行する構造であり、射撃は斉射ではなく連続して行われた。銃身を複数にしたことで、1本当たりの発射頻度は低くて済むため、後に開発された単砲身の機関砲・機関銃の欠点であった、過熱によって生じる様々な問題（ライフリングの急速な磨耗や弾頭周囲からのガス漏れによる作動不良、クローズドボルト式におけるコックオフなど）が発生しにくい構造になっている。一方で、多砲身のため重く設置・操作には複数の兵士が必要で、小型砲並みのサイズとなり軽便さに欠けるという欠点があった。
初期のガトリング砲は、真鍮製の薬莢を用いる弾薬が普及していなかったため、紙に包んだ鉛玉を鉄製の薬莢に収めた専用弾薬と一緒に販売されていた。1862年型では、固定式弾倉に紙で包んだ鉛弾を内蔵する鉄製薬莢の実包をバラで投入する給弾方式であった。その後各種の金属薬莢式弾薬が普及し始めると、これを使用するタイプが製造されるようになり、1865年型からは口径0.58インチの真鍮製薬莢の実包をバネを用いずその自重で落とし給弾する箱型弾倉式に代わり、これ以外にも必要に応じて上部から実包を次々に継ぎ足す装弾クリップ式もあり、各国へ輸出されるようになった。
前装式小銃が主流だった南北戦争当時、ガトリング砲の持つ200発/分の連射速度は驚異的であり、1866年に軍によって採用される以前から、セールスエンジニアが戦場にガトリング砲を持ち込み、実際に敵兵（南軍）を撃って見せる実戦参加デモンストレーションが行われた。

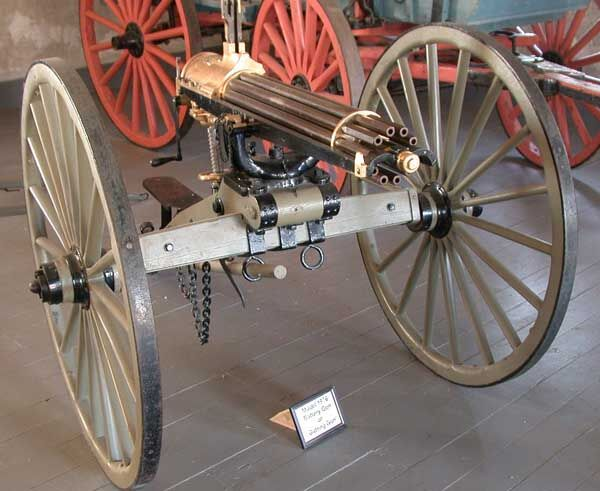
1876年型ガトリング砲（米国国立公園局所蔵）

初期のガトリング砲は射撃中、射手が一定速度でクランクを回さないと弾丸詰まりを起こしやすく、また回転速度を上げすぎると、過熱による部品の破損の危険があった。このため1893年には電動モーターにより一定のペースを保って射撃できるタイプが開発されたが、当時のモーターやバッテリーはまだ重量過大で信頼性が低く、さらに重量が増し、却って扱いが難しくなってしまった。後の時代に航空機用として生まれ変わったガトリング砲では、部品の精度や材質も改善され、外部動力のため不発が発生しても強制排莢・強制次弾装填して射撃が持続できるという利点があった。
しかし、南北戦争で双方が使用したエンフィールド銃に代表されるミニエー式小銃の強力な殺傷力が、戦列歩兵式の歩兵運用を廃れさせると、歩兵は密集して真っ直ぐ向かってくる存在から、散開しながら接近してくる存在へ変わってしまい、機動性と軽便さに欠けるガトリング砲は野戦では徐々に有効性を失ってしまった。また、射手はクランクを回して操作するために射撃姿勢が高く、狙撃を受けやすいという問題もあった。ガトリング砲が威力を発揮できたのは、敵兵が突撃を仕掛けてきた際の拠点防衛用や海戦においてであり、敵艦の甲板を掃射して乗組員を殺傷したり、接舷攻撃を仕掛けてきた敵を迎え撃つのには大変適しており、イギリスやロシア帝国は、植民地での海賊撃退用にこれを活用した。1874年、フォーチュン・L・ベイリー（Fortune L. Bailey）は、独自にガトリング砲に似たベイリー機関銃（機構はガトリング砲とかなり違う）を開発、これに銃器史上初の弾帯給弾方式を採用して、射手＋給弾手が低姿勢で射撃することが可能になったが、弾帯は後の単銃身で軽量な全自動機関銃に広く採用され、手回しガトリング砲の時代の終焉を早めた（皮肉なことに、後代の外部動力ガトリング砲では弾帯が千切れかねないので、非弾帯式給弾機構が採用されていることが多い）。
機動性と射手の防御の問題を解決するため、イギリスのエジプト駐留軍では、四方を鉄板で覆った装甲列車に載せて使用していた。また、「キャメルガン」の名称で駱駝の背中に載せられるほど軽量化したことをアピールしたタイプや、ドーナツ型の弾倉を使用するものや銃身を短縮させた“ブルドッグ”と呼ばれたタイプも登場した。
やがて、マキシム機関銃やブローニング重機関銃といった、単銃身で軽量な重機関銃が出現すると、大型で重いガトリング砲は一挙に旧式化した存在となった。これには、燃焼カスが大量に発生し銃身あたりの連射可能数の限界が低い黒色火薬や褐色火薬実包から、清掃無しでも連射可能数の比較的多い無煙火薬実包への切り替えも大きく寄与している。
これらの単銃身機関銃は、発射時の反動やガス圧といった内部動力を利用しているため、ガトリング砲よりも小型・軽量でありながら、ベルト給弾機構によって長時間の持続射撃が可能であり、特にマキシム機関銃は、水タンクで銃身を覆って冷却する構造となっており、19世紀の水準で作られたガトリング砲よりも高い工作精度で製造され、信頼性も高く、ボーア戦争・日露戦争・第一次大戦で高い戦果を挙げた。そして、なお重量過大であった重機関銃から、一人で携行射撃が可能な軽機関銃や短機関銃が登場した。
ガトリング砲は1950年代に航空機用機関砲（後述）として復活したほか、手回し式のガトリング砲はアメリカの州によっては法的に規制される自動火器には該当しない（全手動連射であるため、リボルバー・レバーアクションの全手動連射と同じ扱いとする）ため、22LR弾を用いたミニチュアのガトリング砲が、手軽に連続射撃を楽しみたい人々に向けて市販されている。

## 日本におけるガトリング砲
日本では戊辰戦争においての河井継之助が率いた長岡藩兵が、ガトリング砲を実戦で使用した記録がある。河井は戊辰戦争における獨立特行を目指し、先進的な軍備の整備に努めて軍制改革を行い、スイスのファーブル・ブランド商会からガトリング砲を入手した。当時はスネル兄弟などの欧米の武器商人が欧米では旧式となった銃器を販売していたが、当時最新の兵器であったガトリング砲は日本に3門しか存在せず、そのうち2門を長岡藩が所持していたことになる。
戦場では河井自身もガトリング砲を撃って応戦したと伝えられており、攻撃を受けた当初の新政府軍部隊は大きな損害を出したとされるが、その効果は局地的なもので終わり、野戦においてガトリング砲を使用した河井の目論見は、コストパフォーマンスの悪い結果で終わった。
幕府が米国から購入し、新政府が引き継いだ軍艦「甲鉄」に搭載されていたガトリング砲は、1868年に同艦に対し榎本軍の軍艦「回天丸」の乗員が接舷斬り込み攻撃をかけた際の反撃に用いられたとされているが、『薩藩海軍史』には甲鉄の乗組員であった山県小太郎の「『ガトリング砲』にあらず、小銃をもって射撃せり」という発言が記載されており、実際に使われたかどうかは不明である。
1874年4月、北海道開拓使がアメリカから2挺を購入、8月にはユリシーズ・グラント大統領から明治天皇に対し1挺が贈呈されている。
その後発足した日本陸軍では、台湾出兵や西南戦争でガトリング砲が実戦投入された事が記録されている。
西南戦争の後は記録は途絶え、台湾総督府が反乱鎮圧用に常備していた事や、日清戦争・日露戦争で清軍・露軍が使用していたものを日本軍が鹵獲した記録などが散見される。
1920年にニコラエフスクがパルチザンに占領され日本人居留民、駐留日本軍がロシア人とともに殺戮された尼港事件の際には、中国海軍から日本軍砲撃のためにパルチザンに貸与されたガトリング砲が日本領事館攻撃に利用された。

## 航空機用火器としての復活
戦闘機の主武装は、最初期から単銃身の機関銃・機関砲が主流であった。高速で飛行する物体が同じく高速で飛行する物体を正確に射撃することは極めて困難であり、多数の弾丸をばらまくことで命中率を高めるのが必然の選択であった。戦闘機の黎明期当時は、既にガトリング砲は過剰に大質量で陳腐化した兵器であり、戦闘機への搭載など考えられもしなかった。
しかし、1930年代から全金属製の軍用機が普及すると、防弾能力の付与が行われるようになり、戦闘機搭載の機関銃砲はこれに対応することが求められた。これに対して、主に英米は小口径機関銃を多数搭載することで対処したが、搭載位置が離れた機関銃の射線を、目標物に集中させるには、その射程が限られるという問題があった。主にドイツは機関砲の大口径化で対応したが、弾丸の速度や軌道の面で、ひいては命中率で小口径銃に劣るという欠点があった。同時に軍用機の速度は高速化し、その点でも命中率の低下は問題であった。
1940年代の半ばからジェット機が実用化されると、プロペラの干渉の問題が無くなったため、戦闘機においては胴体部分に多数の機銃を集中配備するようになり、射線の問題についてある程度は解決がなされたが、まだ不十分であった。同時に軍用機の高速化と構造強化と巨大化とジェット燃料化による難燃化も一層進展したため、新たな対処を迫られた。
第二次世界大戦末期にドイツで開発されたリヴォルヴァーカノンは、有効な解決手段と思われた。砲身は単一であるが発射速度が従来の機関砲の数倍に向上し、小口径機関砲を多数装備するのと同等の効果を、命中率の低下なしで達成するものである。戦後、欧米諸国に広く普及した。またソビエト連邦は、リヴォルヴァーカノンの発射速度をも凌駕する、ガスト式機関砲も採用した。

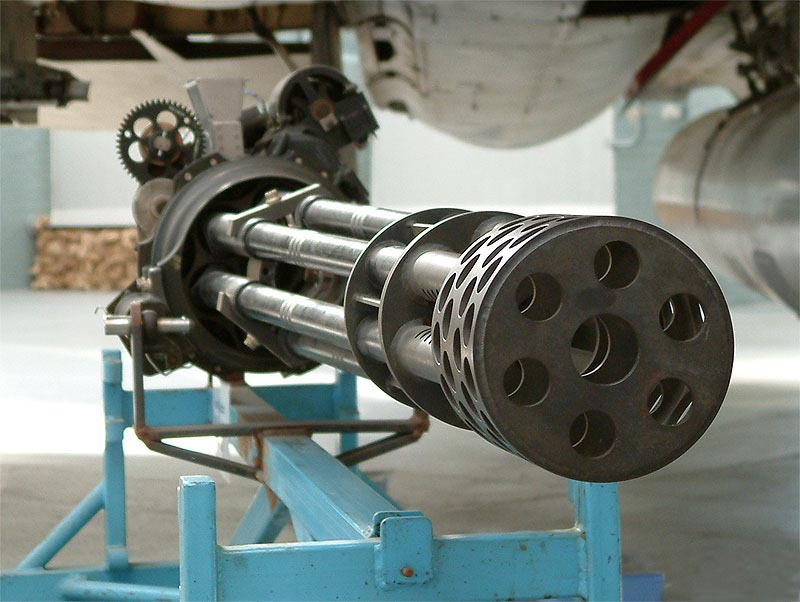
ガトリング砲の発展型であるM61 バルカン

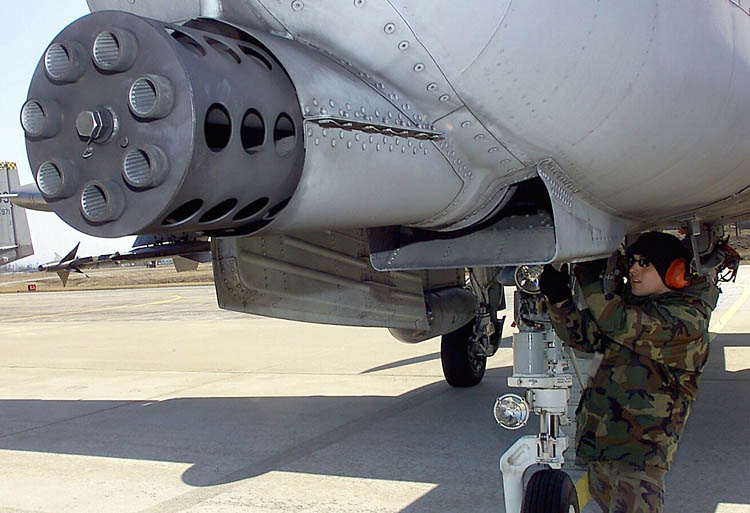
A-10サンダーボルトIIに搭載されたGAU-8・30mmガトリング砲、アヴェンジャー（対地用）

この趨勢の中、アメリカ空軍は、リヴォルヴァーカノンより高い発射速度を求めて、ガトリング方式に着目し、陸軍博物館倉庫にあった骨董品のガトリング砲に電動モーターを取り付けたものを作成、実験を行い、期待以上の大きな発射速度と弾丸の集中的着弾による強力な破壊効果を確認した。有効性が認められたガトリング砲は、ゼネラル・エレクトリック社製M61/M61A1「バルカン」（製造：米ゼネラル・エレクトリック社、商標登録：スイス・エリコン社）として完成し、現在に至る。
M61/M61A1「バルカン」や同種機構の外部動力式自動火器は短時間で実包を大量消費するため、給弾機構はベルトコンベヤーのような構造をしている。
他の単銃身機関銃に採用されているリンクベルトはガトリング砲では弾薬消費のスピードが速すぎるため、張力に耐えられず使用できないことから「レール給弾」（砲と弾倉をチューブで繋ぎ、その中に弾倉内の砲弾を電動モーターで送り出す）方式が用いられる。
反面、ガトリング砲の根本的な欠陥である質量過大と構造の複雑さによる信頼性の低さ、またM61が使用する20mm弾の一発あたりの破壊力の低さ、そして「超高速のジェット機同士の空戦では、ガトリング砲が回転作動し始めてから給弾・発射されるまでのほんの一瞬の間でさえ、後れをとって勝敗を分けてしまう」欠点が指摘されている。そのため欧州の戦闘機においては20mm台～30mm口径のリヴォルヴァーカノンが、（旧）東側及び第三世界の軍用機では23mm・30mm口径のガスト式機関砲が、現在も採用されている。

### ミサイル万能論と「バルカン」
M61 バルカンの開発から10年ほど経過していたベトナム戦争当時には、アメリカ空軍の戦闘機にガトリング形式の自動火器が搭載された機は少なかった。また、当時製造されたF-4をはじめ一部の戦闘機は初期設計では機関砲の類が搭載されていなかった。
これは当時流行した「航空機は高速化して機銃を撃つ機会はなくなり、高精度化したミサイルによりその必要もなくなる」という戦術思想に基づくミサイル万能論の影響によるもので、航空機に積まれる機関銃・機関砲は対地攻撃用兵器として捉えられるようになっていた。
だが、実戦が始まると、ミサイル万能論が楽観的であったことが以下のような事例で確認された。
ミサイルの命中率・信頼性の低さ
技術的な過大評価とベトナムの高温多湿による品質の低下。
実際に携行されるミサイルの少なさに加え、運用コストの高さ
最大8発のミサイルを搭載できる機でも、戦術上の都合と未使用ミサイルがコスト増を招くなどの理由もあって最大積載量まで満載されることはまずなく、精々4〜6発しか搭載されていなかった。戦闘で使用しなくても、出撃に用いられたミサイルは帰還後の整備を要するためである。またミサイルは重量があるため多く積載すればそれだけ航空機の運動性能が低下したほか、より多くの燃料を消費した。更に空母航空団では、航空母艦の場合狭い飛行甲板上での事故防止のため未使用のミサイルを着艦前に投棄せねばならなかった。
アメリカ軍の当初の交戦規定では「視程外攻撃」を禁止
目視前のレーダー捕捉のみによる攻撃が許されなかったため、結果、敵機による目視・回避される機会を増やした。
任務上の問題
制空戦闘・爆撃機の護衛が任務である以上、その場に留まることが要求された。北ベトナム側はミサイルを全弾発射した後、逃げ帰ることができたが、アメリカ側にはそのような作戦行動は許されなかった。
機関砲の有効性
実際には機関砲用の照準装置も飛躍的に進歩しており、高速化した戦闘機同士の戦闘でも、十分、能力を発揮できた。攻撃機が搭載する機関砲ですら、対戦闘機の自衛戦闘で予想外に大きな効果を上げたことが確認された。
戦術想定の誤り
想定と異なり実際のドッグファイト時は、超音速飛行はあまり行われず、亜音速やそれ以下の速度で行われている。
こうして高い連射性能を持つガトリング形式の自動火器は空対空兵器としての地位を取り戻した。アメリカ空軍のF-22Aステルス戦闘機にも、砲身の延長と機関の改良が行われたM61A2が搭載されている。航空機搭載に際する携行弾数は、全力で撃てば10秒未満で撃ち尽くす程度の弾数、約600〜700発程度（F-4、F-14、F-15E、F-16、F/A-18、F-22等）だが、ごく一部の機体は約1,000発を搭載できた（F-105、F-15C）。機外ガンポッドオプションとしたAV-8Bや、AC-130U スプーキー II攻撃機には25mm口径のGAU-12 イコライザー（後者は弾庫容量3,000発）、F-35Aにはその軽量化モデルのGAU-22/Aを機内固定装備、同B・Cは機外ガンポッドで装備可能としている。
旧ソ連でも1960年代以降はGSh-6-30 30mmガトリング式航空機関砲が用いられたが、対地ロケット弾や対地ミサイルを補う対地掃射用であり、これは現在でもある程度継続使用されているが、搭載している機種は減少している。空対空機関砲としては1970年代半ばまでは23〜30ミリの大口径ガスト式機関砲2〜3門（装弾数は各100発程度）を搭載、それ以降の機関砲は一貫して30ミリ単砲身のGSh-30-1（搭載数一門。携行弾数は100〜150発）が用いられており、MiG-31を除いては空対空用としてガトリング砲を用いることは無かった。
今日のガトリング式機関砲は、前述の空対空機関砲としての用途に加え、その速射性から、海上対空兵器としてのCIWSや、空対地兵器として攻撃機や攻撃ヘリコプターなどにも搭載され、活用域は再び拡大している。

## 種類

### アメリカ合衆国

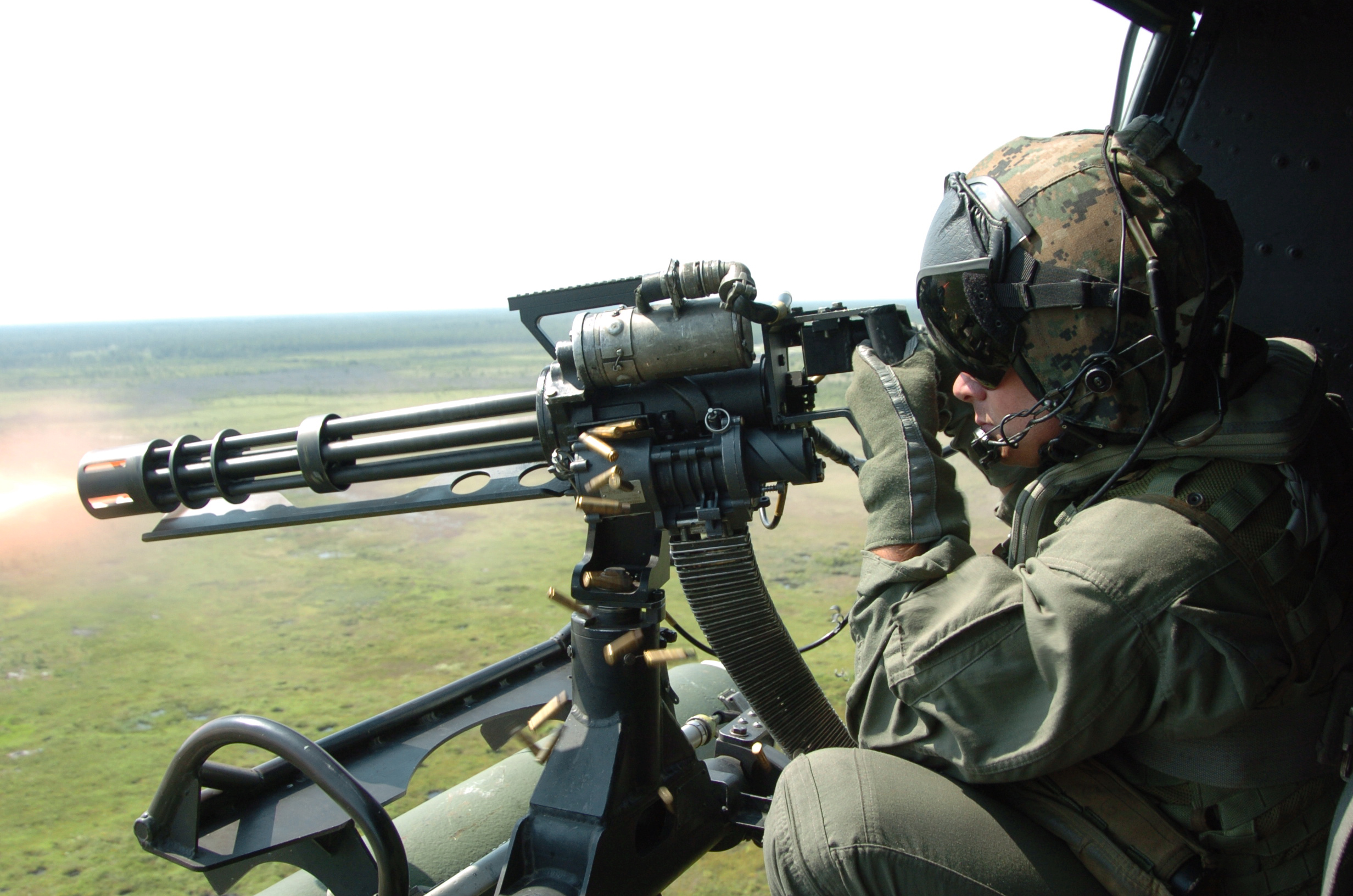
UH-1Nに搭載されたGAU-17ミニガン

GAU-8 アヴェンジャー
口径30mm - 7銃身。対戦車攻撃用に開発され、A-10攻撃機に搭載。CIWSの一種であるゴールキーパーにも使用。
GAU-12
口径25mm - 5銃身。AC-130ガンシップ等に搭載。
GAU-19
口径12.7mm - 3銃身。
GAU-17 M134 ミニガン
口径7.62mm - 6銃身。空軍での名称はGAU-2B/A。ヘリコプターのドアガンや車載機銃として使用される。歩兵による運搬や運用を目指して、より小型のXM214「ミニミニガン」または「マイクロガン」と呼ばれる5.56mm NATO弾版ミニガンも試作されたが、銃本体だけで12.25kg、弾薬込み装備重量では30kgを超えるものであった。本来2名で運搬し銃架に据え付けられて重機関銃として運用される火器であり、また弾薬以外に駆動用の大型バッテリーが必要で、映画のように個人が手持ちで保持射撃するのは不可能である。（→XM214ないしM134の項目を参照）
GAU-22/A
口径25mm - 4銃身。F-35A等に搭載。
M61 バルカン
口径20mm - 6銃身。戦闘機用に開発され、後に海軍のCIWSであるファランクスシステムにも使用。
M197
口径20mm - 3銃身。AH-1 コブラ等に搭載。M61の系列機。
Tippmann Ordnance（又はTippmann Armiory）9mm（多分9x19mmパラベラム弾）及び .22LR 手回し式
前述の「22LR弾を用いたミニチュアのガトリング砲」を含む、趣味用。9mm口径仕様は「33 Rd Glock magazine (any Glock Mag will work) 」給弾としており、.22LR仕様は弾帯給弾。写真によると9mmは8銃身で、長短2種類以上の銃身長モデルがあり、.22LRは6銃身のワンモデル。

### ソビエト連邦・ロシア連邦
GSh-6-30
口径30mm - 6銃身。MiG-27に搭載。また、海軍のCIWSであるAK-630やコールチク（カシュタン）に用いられているAO-18機関砲のベースにもなっている。
GSh-6-23
口径23mm - 6銃身。Su-24やMiG-31に搭載。
YakB-12.7
口径12.7mm - 4銃身。Mi-24DやMi-24Vに搭載。
GShG-7.62
口径7.62mm - 4銃身。ガンポッドに装備。